# Melanesthes
Melanesthes é um gênero de traça pertencente à família Agonoxenidae.